# Georgios Papastamkos
Georgios Papastamkos (Platanorrevma, 5 marzo 1955) è un politico greco, europarlamentare di Nuova Democrazia, facente parte del Partito Popolare Europeo, dal 2004.

## Attività accademica
Dal 1982 al 1989 è stato attivo nell'ambito della ricerca presso l'European Financial Law Centre. Ha insegnato presso l'Università di Salonicco, dal 1988 al 2001. In tale data è stato nominato professore presso l'Università del Pireo.

## Politica nazionale
Eletto parlamentare con Nuova Democrazia, ha ricoperto tale incarico per quattro legislature.

## Incarichi presso il parlamento europeo
È vicepresidente del Parlamento europeo e membro della commissione agricoltura e sviluppo rurale.